# MTF
Multilateral trading facility (MTF), (sv: multilateral handelsplattform), är en europeisk term för en handelsplattform mellan flera parter (multilateral) som syftar till att sammanföra flera tredjeparter som vill köpa och sälja finansiella instrument. 
Till skillnad från en reglerad marknad ("börs") kan bolag som enbart handlas på en handelsplattform ha ett enklare regelverk att följa.
MTF slogs fast genom ett direktiv av EU 2004 och därefter genom MiFID-direktivet 2007, och är tillsammans med reglerade marknader de två typerna av marknadsplatser i Sverige. Tillsynsmyndighet är Finansinspektionen. I USA motsvaras MTF av "alternative trading system".

## Bakgrund
Innan man introducerade MTF som handelsplattform var handeln med värdepapper samlad på stora börser. Regelverket som börserna följde varierade från land till land och ofta hade en börs ensamrätt på viss handel.
Genom MiFID klassificerade man tre olika handelssystem:
- Reglerad marknad ("börs")
- Multilateral trading facility (MTF)
- Systematisk internhandel

Det krävs tillstånd för att bedriva dessa handelssystem. I Sverige hanteras dessa av Finansinspektionen. De existerande börserna registrerades som reglerade marknader.
Reglerad marknad och MTF definieras som marknadsplatser, medan systematisk internhandel avser värdepappersinstitut när de agerar som systematiska internhandlare och frekvent genomför kundordrar utanför en reglerad marknad eller handelsplattform.

### Skillnader mellan MTF och reglerad marknad (börs)
Ett företag som vill lista sig på en reglerad marknad genomgår en granskning och måste följa ett tämligen stort regelverk. Bland annat måste de använda en viss redovisningsstandard, offentliggöra kurspåverkande information, anmäla insynspersoner och andra regler. Därefter prövar börserna om företaget uppfyller reglerna.
En MTF omfattas inte av detta regelverk, men de enskilda handelsplatserna kan ändå ha egna liknande regler.
Gemensamma regler är att båda lyder under marknadsmissbrukslagen, samt att noterade företag måste ta fram ett prospekt när de vill sälja värdepapper till allmänheten (dock ej om det gäller begränsad spridning eller låga belopp).

### MTF handelsplattformar
I Sverige finns det tre företag som driver MTF handelsplattformar:
- Nasdaq OMX Stockholm
- Nordic Growth Market
- Spotlight Stock Market